# Georges Chaudey
Pour les articles homonymes, voir Chaudey.
Georges-Gabriel-Auguste Chaudey est un homme politique français né le 23 mai 1857 à Paris et décédé le 10 mars 1940 à Fontenay-aux-Roses (Hauts-de-Seine).

## Biographie
Fils de Gustave Chaudey, avocat et journaliste républicain fusillé sous la Commune, Georges Chaudey entre dans l'administration préfectorale en 1879 comme attaché de cabinet du préfet de la Seine. Il devient ensuite chef de cabinet du préfet des Côtes-du-Nord en 1880. Il est en poste à Vesoul de 1882 à 1889, comme chef de cabinet puis secrétaire général de la préfecture. En 1888, il est secrétaire général de la préfecture de l'Aube et de 1889 à 1893, sous-préfet de Clermont.
En 1893, il succède comme député de la Haute-Saône à Charles Baïhaut, qui a démissionné à la suite du scandale de Panama. Il est secrétaire de la Chambre dès 1893. Membre de l'Union progressiste, il évolue vers la droite, notamment en soutenant le gouvernement Méline. Il est battu en 1898 et quitte la vie politique.

## Sources
- « Georges Chaudey », dans le Dictionnaire des parlementaires français (1889-1940), sous la direction de Jean Jolly, PUF, 1960 [détail de l’édition]